# Montegallo
Montegallo là một đô thị ở tỉnh Ascoli Piceno ở vùng Marche, cách khoảng 90 km về phía nam của Ancona và khoảng 20 km về phía tây của Ascoli Piceno. Đến thời điểm ngày 31 tháng 12 năm 2004, đô thị này có dân số là 603 người và diện tích là 48,6 km².
Đô thị Montegallo bao gồm các frazioni (các đơn vị trực thuộc, chủ yếu là các thôn làng) Abetito, Astorara, Balzo, Balzetto, Bisignano, Castro, Colle, Collefratte, Colleluce, Collicello, Corbara, Fonditore, Forca, Interprete, Migliarelli, Piano, Rigo, Uscerno, và Vallorsara.
Montegallo giáp các đô thị: Acquasanta Terme, Arquata del Tronto, Comunanza, Montemonaco, Roccafluvione.